# Anneliese Midgley
Anneliese Midgley est une personnalité politique britannique, membre du Parti travailliste. Elle est députée de Knowsley depuis 2024.
Elle commence sa carrière politique comme directrice syndicale chez Unite the Union, avant de devenir cheffe de cabinet de Jeremy Corbyn et de travailler avec Ken Livingstone. Elle occupe ensuite un poste au Trades Union Congress.
En 2020, Anneliese Midgley devient conseillère principale de Keir Starmer. Elle est principalement chargée des relations avec les membres du parti et les syndicats, en préparation des élections générales.
En février 2024, elle est choisie pour succéder au député George Howarth.

## Biographie

### Origines
Anneliese Midgley grandit à Stockbridge Village, autrefois appelé Cantril Farm, à Knowsley, dans le Merseyside. 
Son père travaille chez Ford. Sa mère étudie à temps partiel pour devenir assistante sociale.

### Carrière professionnelle
Elle obtient son premier emploi au Beatles Shop à Liverpool. Elle travaille ensuite comme DJ dans des boîtes de nuit et dans un magasin de disques avant de s'engager en politique.

### Carrière politique
Anneliese Midgley commence sa carrière politique en tant que directrice syndicale chez Unite,. Elle travaille ensuite comme cheffe de cabinet auprès de l'ancien leader du Parti travailliste, Jeremy Corbyn, et collabore également avec Ken Livingstone lorsqu'il est maire de Londres. Elle devient par la suite responsable pour le Trades Union Congress (TUC),.
En 2020, elle devient conseillère principale pour Keir Starmer, leader du Parti travailliste, où elle se concentre sur le développement des relations avec les membres du parti et les syndicats. Elle travaille en étroite collaboration avec Keir Starmer et Angela Rayner pour renforcer les liens avec les sections locales et la base en vue des prochaines élections générales,.
En février 2024, Anneliese Midgley est choisie pour succéder au député sortant George Howarth aux élections générales au Royaume-Uni. Lors de la sélection, elle remporte l'investiture dans une circonscription parmi les plus défavorisées du pays, en battant Louise Arbour, ancienne vice-présidente du conseil de Knowsley, et Ryan Wain du Tony Blair Institute,.